# South Oxfordshire

Localisation du district du South Oxfordshire dans l'Oxfordshire.

Le South Oxfordshire, parfois francisé en Oxfordshire du Sud ou Oxfordshire-Méridional, est un district non métropolitain de l'Oxfordshire, en Angleterre, au Royaume-Uni.
Il est créé le 1er avril 1974 par le Local Government Act 1972 et est issu des boroughs municipaux de Henley-on-Thames et Wallingford, du district urbain de Thame, ainsi que des districts ruraux de Wallingford, Bullingdon et Henley. Les parties du district issues de Wallingford font précédemment partie du comté administratif du Berkshire.

## Composition
Le South Oxfordshire comprend :
Quatre villes :
- Didcot
- Henley-on-Thames
- Thame
- Wallingford

Six villages de moindre taille :
- Lewknor
- Adwell
- Chalgrove
- South Weston
- Wheatfield
- Postcombe